# Тюльпанове дерево (Кам'янець-Подільський)
Тюльпа́нове де́рево — ботанічна пам'ятка природи місцевого значення в Україні. Розташована в межах міста Кам'янець-Подільський, вул. Л. Українки, 67. 
Площа 0,01 га. Статус надано згідно з розпорядженням облвиконкому від 22.10.1969 року № 358-р. Перебуває у віданні: КП «Кам'янецький парк». 
Статус надано з метою збереження одного екземпляра цінного декоративного дерева — ліріодендрону тюльпанового (тюльпанного дерева) віком понад 120 років.